# Gasperde
Gasperde, ook wel Gasperden, Gasperen, Gasparden, Gasparn, Gaaspaarn, Gaspaerde, Gaspareen of Gaspaar genoemd, was een buurtschap op het grondgebied van de huidige gemeente Vijfheerenlanden. Er is weinig bekend over de historie ervan, behalve dat het ontstaan is op de hoge gronden bij het riviertje de Gaasp en dat het later in Hagestein is veranderd. Het wordt ook wel een wüstung (nederzetting verdwenen voor 1500) genoemd.
Hagestein verwierf stadsrechten. Deze werden in 1382 verleend door de heren van Arkel. Tot 1405 is er sprake van de stad Hagestein. In dat jaar maakten de graaf van Holland, de bisschop van Utrecht en de heer van Vianen heel Hagestein (kasteel en woningen) met de grond gelijk. Hetzelfde lot was kasteel Everstein beschoren.
Voor de verdere geschiedenis van Gasperden, zie Hagestein.